# 르노 그랑 콜레오스
르노 그랑 콜레오스는 대한민국의 자동차 업체인 르노코리아의 스포츠 유틸리티 자동차이다. 

## 1세대(오로라 1)

### 그랑 콜레오스(2024년9월 2일~ 현재)
2022년 10월에 르노 회장의 방한이 이루어질 때 처음 언급되었으며, 르노코리아에서 추진하던 오로라 프로젝트의 첫 번째 차종이었다. 중국의 지리자동차와의 협업을 통해 볼보 CMA 플랫폼을 적용한 지리 싱위에 L을 기반으로 개발되었는데, 전조등은 같은 것을 쓰지만 그릴 및 범퍼 디자인과 사이드, 윈도우 캐릭터 라인에 대규모 성형을 가해 차별화를 하였다. 또한 후방 번호판 자리를 트렁크에서 범퍼로 옮겼으며, 트렁크에는 르노 로고와 콜레오스 레터링이 부착되었다. 추가로 차체에 24개의 초고강도 핫 프레스 포밍을 적용해 안전성도 더욱 높였으며, 중국차를 기반으로 개발했음에도 부품의 국산화는 60%를 달성하였다. 
차량은 2024년 6월 27일 개최된 부산 모터쇼에서 세계 최초로 공개되었으며, 차량의 판매는 동년 8월부터 이루어진다. 
차량의 전장은 4,780mm 타 경쟁 차종보다는 다소 짧은 길이이나, 휠베이스는 2,820mm로 경쟁 차종인 싼타페와 쏘렌토보다도 길며 뒷좌석 레그룸의 길이는 320mm이다. 승차 정원은 QM6와 동일하게 5인승만 제공한다. 인테리어의 경우 5G 커넥티비티 서비스를 지원하는 12.3인치 디스플레이를 운전석, 중앙 openR 파노라마 인포테인먼트, 조수석 3곳에 배치하였으며 34가지 ADAS 옵션을 선택할 수 있다. 그리고 증강현실 AR-HUD, 10스피커 보스 서라운드 시스템도 옵션으로 선택 가능하다.
파워트레인은 최대 75% 정도 전기차 모드로 주행할 수 있는 1.5L 가솔린 터보 E-테크 하이브리드, 2.0L 가솔린 터보 엔진이 제공되며, 변속기는 하이브리드에 3단 멀티모드 변속기, 2.0L 터보는 7단 듀얼 클러치 변속기만 적용된다. 또한 4륜구동 사양은 2.0L 터보만 선택이 가능하다. 트림은 테크닉, 아이코닉을 선택할 수 있으며 르노코리아 최초로 알핀 에스프리도 추가되어 총 3가지를 선택 가능하다. 
대한민국 시장에서는 그랑 콜레오스로 판매되나, 해외에서는 서브네임 없이 콜레오스로 판매된다.

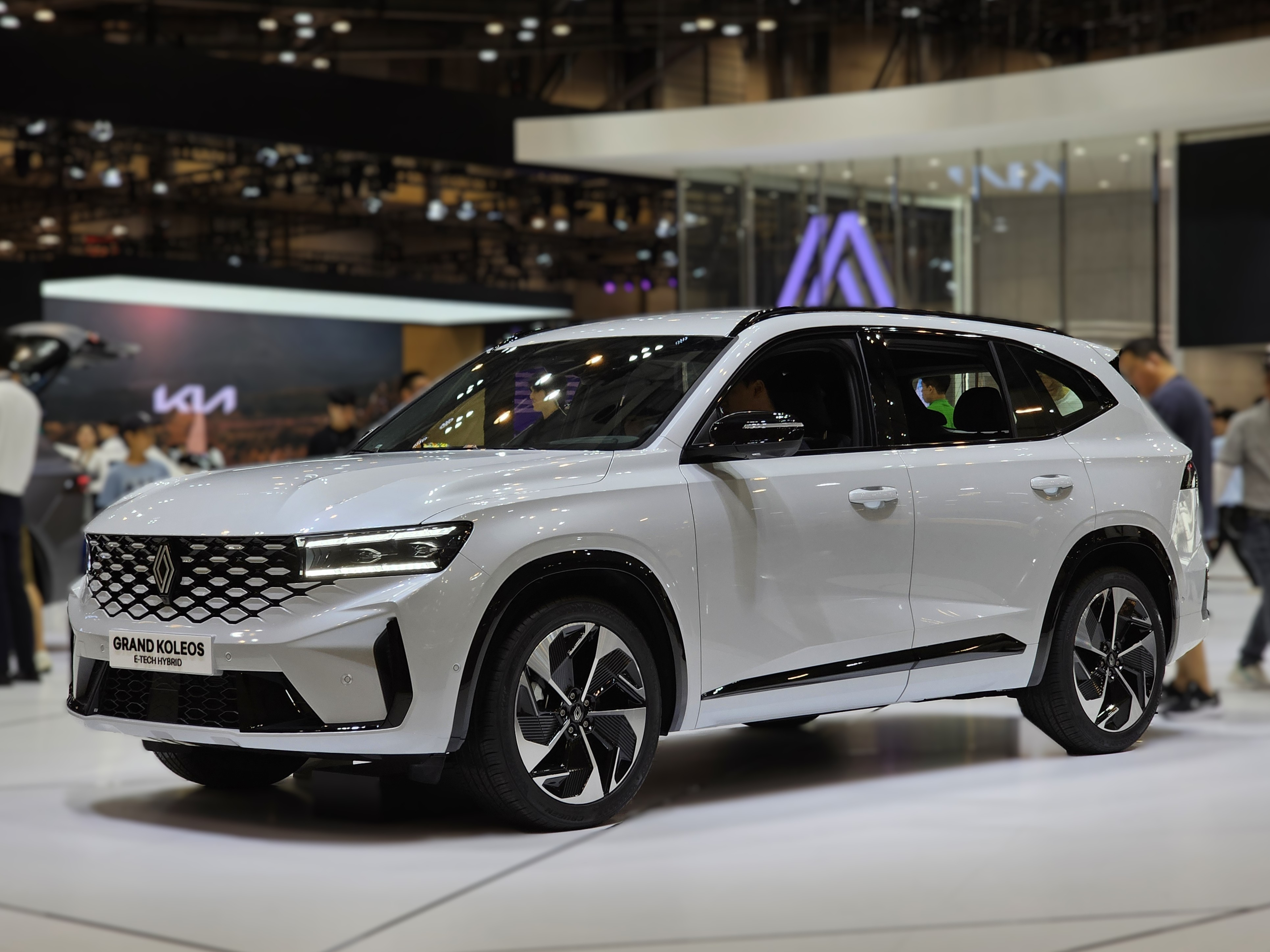
전면
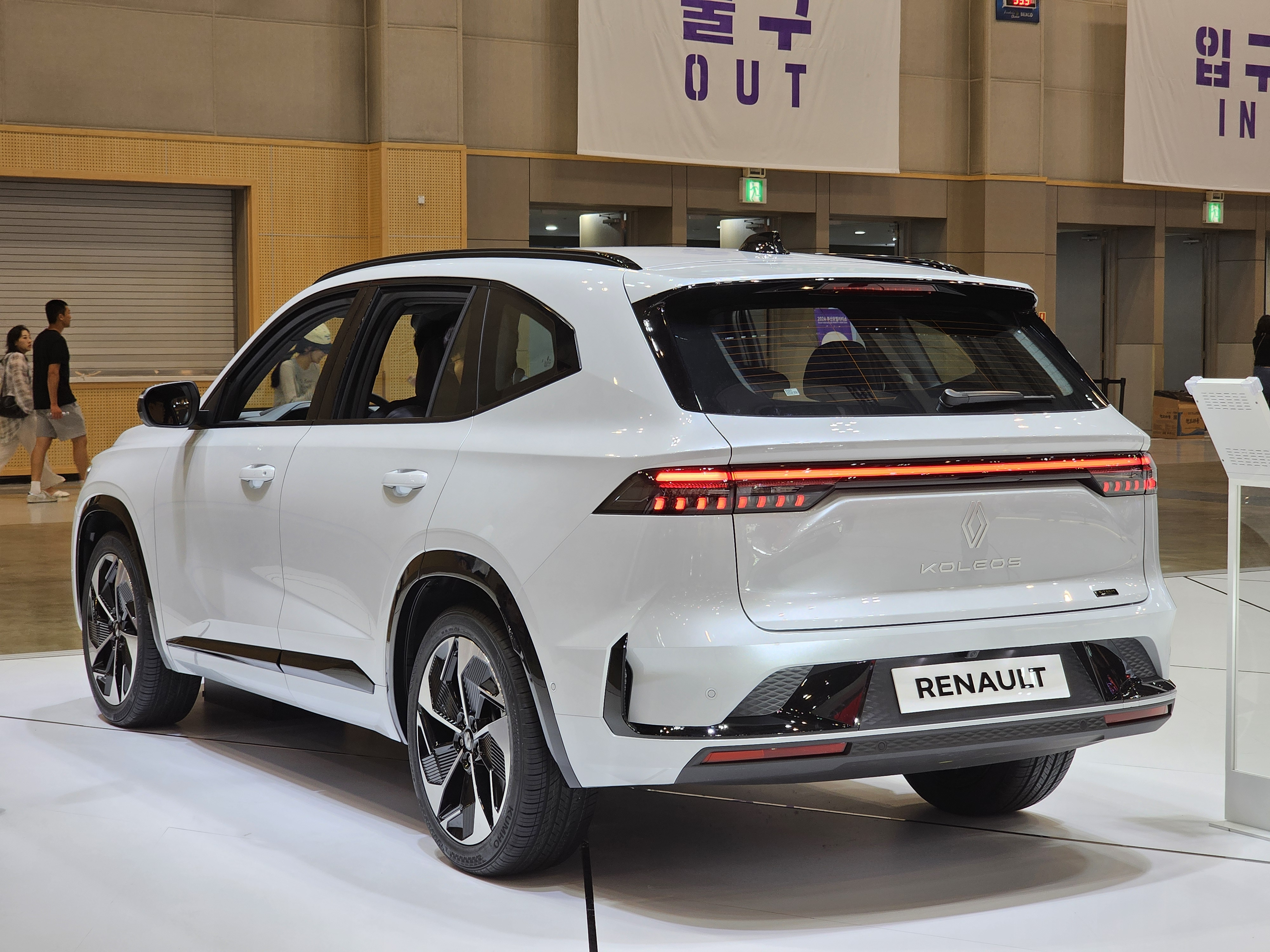
후면
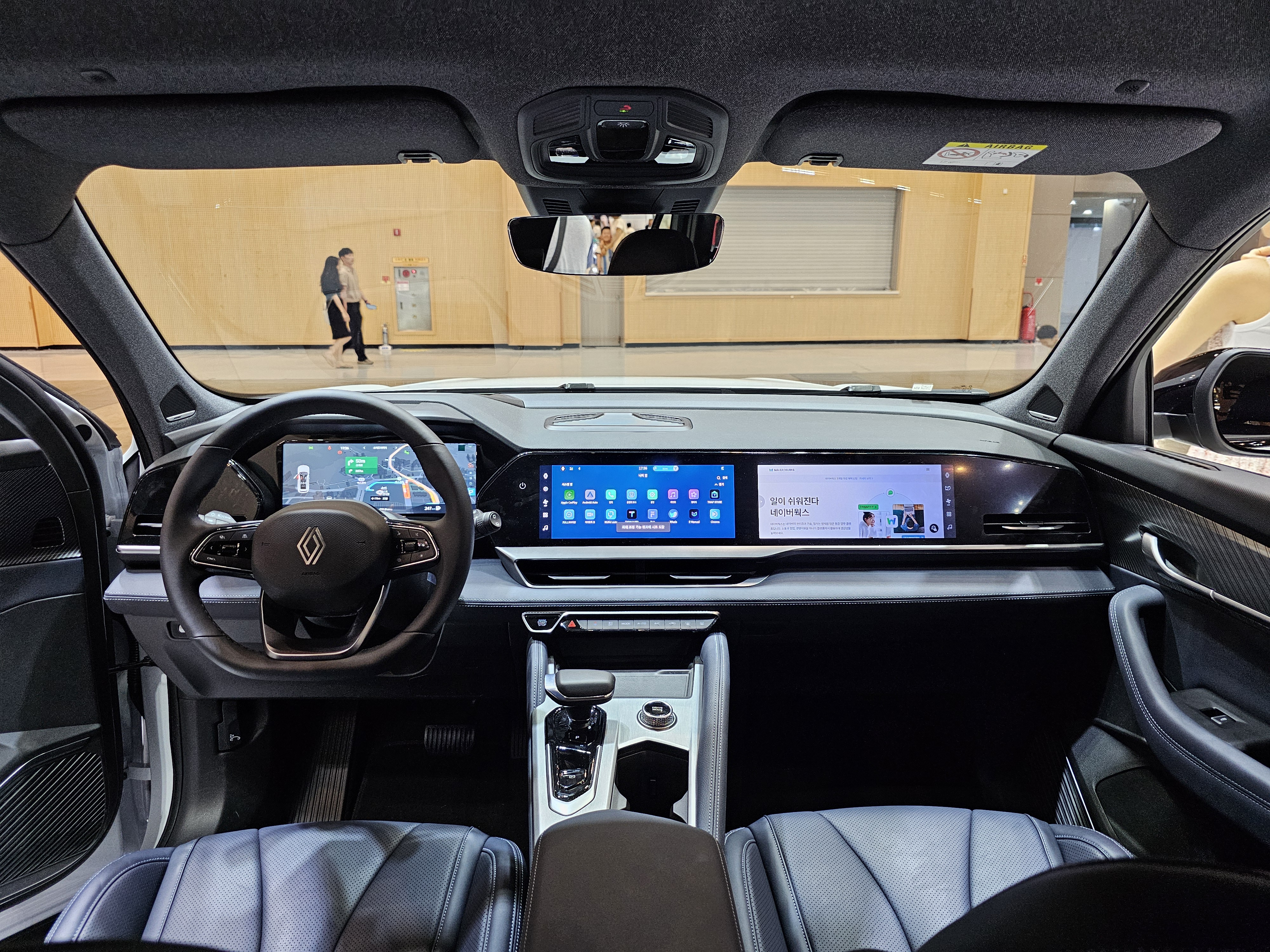
실내

## 역대 슬로건

### 1세대(오로라 1)
- Think wider (그랑 콜레오스)

## 경쟁 차종
- 현대자동차 - 싼타페
- 기아 - 쏘렌토
- 쉐보레 - 이쿼녹스
- KGM - 토레스
- KGM - 액티언
- 지프 - 체로키
- 폭스바겐 - 테이론
- 스코다 - 코디악
- 포드 - 엣지
- 닛산 - 로그, X-트레일
- 미쓰비시 - 아웃랜더
- 토요타 - 벤자
- 푸조 - 5008